# Dret canònic
El dret canònic (del grec kanon/κανον : regla, norma o mesura) és una ciència jurídica que conforma una branca dintre del Dret la finalitat de la qual és estudiar i desenvolupar la regulació jurídica de l'Església. Amb aquesta definició s'engloben tres conceptes que han generat controvèrsia sobre la seva consideració al llarg de la Història fins avui en dia: la seva finalitat, el seu caràcter jurídic i la seva autonomia científica.

## Església catòlica

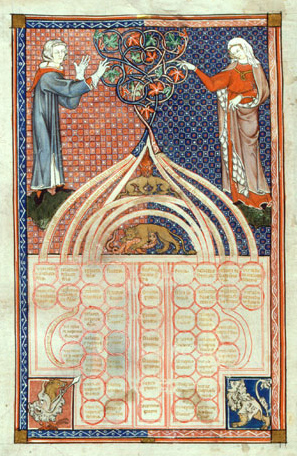
Concòrdia Discordantium Canonum. 1140

L'Església catòlica s'autocomprèn com una comunitat que solament a la llum de la fe pot percebre's en tota la seva realitat, car es constitueix d'un element diví i un element humà. És evident que com a realitat visible i social, subjecta al temps i a l'espai, està dotada des dels seus inicis d'una organització pròpia i d'un ordenament jurídic específic.
Aquest sistema de Dret és normalment conegut com a Dret canònic, fent al·lusió a una de les seves principals fonts normatives: els cànons o acords conciliars.
El Dret canònic constitueix un ordenament jurídic ple, és a dir, amb tots els elements necessaris. Compta amb els seus propis tribunals, advocats, jurisprudència, dos codis completament articulats i fins i tot amb principis generals del dret.
Els cànons dels concilis es complementen amb decrets papals, i junts es recullen en recopilacions com el Liber Extra (1234), el Liber Sextus (1298) i les "Clementines" (1317). Entre 1140 i 1142, Gracià va redactar la Concòrdia discordantium canonum, més coneguda com a Decret de Gracià, una obra que tracta de conciliar tots els cànons existents des de segles anteriors, molts d'ells oposats entre si.
Posteriorment, es va formar una col·lecció denominada Corpus Iuris Canonici, que incloïa les sis principals obres canòniques oficials i particulars, compostes entre 1140 i 1503, que va ser aplicada fins a la promulgació del Codi de Dret Canònic de 1917.
En el segle xx s'inicia un procés de codificació formal per mitjà de recopilació del ja extens cos de normes que era complex i difícil d'interpretar. Encara que la recopilació del dret positiu vigent va començar en el pontificat de Pius X, el primer Codi de Dret Canònic es va promulgar per Benet XV el 1917. Aquest fet és considerat l'esdeveniment intraeclesial més important d'aquest pontificat, perquè el Codi es va constituir com un element bàsic de l'organització de l'Església Catòlica.
El Codi de Dret Canònic (Codex Iuris Canonici en llatí) que regeix actualment, va ser promulgat pel Papa Joan Pau II el 25 de gener del 1983. Consta de set llibres, que tracten dels següents assumptes: Normes Generals, el Poble de Déu, la funció d'ensenyar de l'Església, les funcions de santificar a l'Església, els béns temporals de l'Església, les sancions en l'Església i els processos.
Aquest Codi de dret canònic solament estava en vigor per a l'Església Catòlica de ritu llatí. En l'àmbit de les Esglésies Catòliques sui iuris de ritus orientals es va començar la codificació el 1917, però no es va arribar a acabar; solament es van promulgar algunes parts abans de la convocatòria del Concili Vaticà II.
Una vegada promulgat el Codi llatí el 1983, es va començar la codificació oriental que va acabar el 1990, promulgant el Codi dels Cànons de les Esglésies Orientals (Codex Canonum Ecclesiarum Orientalium).
El Dret canònic pot dividir-se en diferents branques: Dret canònic constitucional, Dret canònic fonamental, Dret canònic administratiu, Dret canònic penal, Dret canònic processal, Dret canònic sacramental, Dret canònic matrimonial,etc.

## Església ortodoxa
La tradició cristiana ortodoxa és generalment menys legalista, i tracta els cànons més com a normes orientatives i no tant com a lleis absolutes, ajustant-les d'aquesta manera a les circumstàncies locals i culturals. Alguns acadèmics argumenten que, si els Concilis ecumènics haguessin volgut que els cànons fossin tractats com a lleis, els haurien denominat nomoi/νομοι (lleis) en comptes de kanones/κανονες (cànons).
Els Ortodoxos de parla grega han recopilat cànons comentats en una obra denominada Pedalion/Πεδαλιον (dita així per la seva finalitat de "dirigir" l'Església). No obstant això, no es tracta d'una codificació, sinó d'una mera compilació del costum i de la interpretació dels cànons.

## Esglésies anglicanes
En l'Església d'Anglaterra, les corts eclesiàstiques que abans decidien gran quantitat d'assumptes com ara matrimonis, divorcis, testaments, o difamacions, encara tenen jurisdicció per a alguns assumptes relacionats amb l'Església (per exemple, disciplina del clergat, temes de propietat eclesiàstica o temes relacionats amb esglésies en el sentit immobiliari). El seu estatus separat es remunta al segle xii, quan els normands les van separar de les corts mixtes que utilitzaven els saxons.
En contrast amb els altres sistemes jurídics anglosaxons, la llei que es fa servir en temes eclesiàstics és en part similar al Dret continental, i es regeix fortament pel que estableixen les lleis. Després de la Reforma Protestant, les corts eclesiàstiques a Anglaterra es van convertir en corts adscrites a la corona. Enric VIII d'Anglaterra es va fer càrrec de la legislació en aquesta matèria i va sorgir un cos específic de lletrats per als temes regits pel dret canònic. Més endavant, a mitjan segle xix. es va reduir en gran manera la jurisdicció d'aquests tribunals.
Altres esglésies anglicanes (per exemple, l'Església Episcopal dels Estats Units d'Amèrica, o l'Església Anglicana del Canadà) encara funcionen mitjançant els seus sistemes privats de dret canònic.